# فقد السمع الناجم عن الضوضاء
فقدان السمع الناتج عن الضوضاء هو ضعف السمع الناتج عن التعرض لصوت عالي.قد يفقد الأشخاص إدراكهم لنطاق ضيق من الترددات أو ضعف إدراك الصوت بما في ذلك الحساسية للصوت أو الرنين في الأذنين. عند التعرض للمخاطر مثل الضوضاء التي تحدث أثناء العمل وتكون مرتبطة بفقدان السمع، يشار إليها باسم فقدان السمع المهني.
قد يتدهور السمع تدريجياً نتيجة لتعرض المزمن والمتكرر للضوضاء(مثل الموسيقي الصاخبة أو الضوضاء الخلفية) أو فجأة من التعرض لضوضاء مندفعة، والتي هي عباره عن ضوضاء قصيرة عالية الكثافة (مثل طلقة نارية أو مزمار هوائي) في كلا النوعين، يعمل الصوت العالي علي فرط تحفيز خلايا السمع الحساسة، مما يؤدي الي إصابة دائمة أو موت الخلايا. بمجرد أن تضيع بهذه الطريقة، لا يمكن استعادة القدرة علي  السمع لدي البشر.
هناك مجموعة متنوعة من إستراتيجيات الوقاية المتاحة لتجنب فقدان السمع أو الحد منه. بخفض مستوي الصوت من مصدره، الحد من وقت التعرض والحماية المادية يمكن أن تقلل من تأثير الضوضاء المفرطة. إذا لم يتم منع التعرض، يمكن التحكم في  فقدان السمع من خلال الأجهزة المساعدة وإستراتيجيات الأتصال.
قد كان العبء الأكبر لفقدان السمع الناتج عن الضوضاء  من خلال التعرض المهني ; ومع ذلك، فإن فقدان السمع الناتج عن الضوضاء يمكن ان يكون أيضا بسبب التعرض غير الأمن للضوضاء الترفيهية والسكنية والأجتماعة والخدمة العسكرية. ويقدر أن 15% من الشباب معرضون لضوضاء كافية وقت الفراغ (مثل الحفلات الموسيقية، الأحداث الرياضية، الأنشطة اليومية، أجهزة الأستماع الشخصية وما إلي ذلك)التي تتسبب في حدوث فقدان السمع الناتج عن الضوضاء. لا توجد قائمة محددة بمصادر الضوضاء التي قد تتسبب في فقدان السمع ; بدلاً من ذلك، بل إن التعرض لمستويات عالية للغاية من أي مصدر صوت مع مرور الوقت قد يتسبب في فقدان السمع.

## العلامات والأعراض
قد تكون العلامة  الأولى من فقدان السمع الناتج عن الضوضاء هي  صعوبة في سماع محادثة في خلفية صاخبة. تأثير فقدان السمع علي إدراك الكلام له مكونان. العنصر الأول هو فقدان القدرة علي السمع، والذي قد ينظر إليه علي أنه انخفاض عام في الصوت. مساعدات السمع الحديثة تعوض هذه الخسارة مع التوسيع. يعرف المكون الثاني «بالتشوية» أو «فقدان الوضوح» بسبب فقدان التردد الانتقائي. الحروف الساكنة، بسبب ترددها الأعلى، عادة ما تتأثر أولا. على سبيل المثال، كثيراً ما يصعب سماع الأصوات «س» و «ت»  لمن يعانون من فقدان السمع، مما يؤثر علي وضوح الكلام. ممكن أن يؤثر فقدان السمع الناتج عن الضوضاء علي أذن واحده أو كليهما.  فقدان السمع من جانب واحد يسبب مشاكل في السمع الإتجاهي، مما يؤثر على القدرة على تحديد موقع الصوت.

### التغيرات السمعية الدائمة والمؤقتة
- (تبديل العتبة الدائمة) هو تغيير دائم لعتبة السمع (الشدة اللازمة للفرد لضبط الصوت) بعد الحدث ما، الذي لن يتعافي منه.  والتي تقاس بالديسيبل.
- (تبديل العتبة المؤقتة) هو تغيير مؤقت لعتبة السمع، فقدان السمع الذي سيتم علاجه بعد بضع ساعات إلي بضعة أيام. وتسمي أيضا بالإجهاد السمعي، يتم أيضا قياسه بالديسيبل.

وبالإضافة الي فقدان السمع، يمكن أن تكون الأعراض الخارجية الأخري لصدمة صوتية كما يلي:
- طنين الأذن.[10]
- ألم أذني.[11]
- احتداد السمع (حساسيه شديده اتجاه بعض الترددات الصوتية).
- الدوخة أو الدوار. في حالة الضرر الدهليزي (جهاز التوازن في الأذن)، في الأذن الداخلية.[12]

### طنين الأذن
يوصف الطنين بأنه سماع صوت عندما يكون الصوت في الخارج غير موجود. يمكن أن سبب فقدان السمع الناتج عن الضوضاء هو الطنين عالي النبرة. يقدر أن 50 مليون أمريكي لديهم درجة معينة من الطنين في أذن واحدة أو كليهما ;  و 16 مليون منهم يعانون من أعراض خطيرة بما فيه الكفاية بالنسبة لهم لرؤية طبيب أو أخصائي سمعي. وقد أصبح ما يصل إلى مليوني شخص في حالة من ضعف السمع  بسبب الرنين المتواصل، أو الهسهسة، أوالصرير، أوالنقر، أوالشفق، أوالصراخ، لدرجة انهم لا يستطيعون تنفيذ الأنشطة اليومية العادية.
الطنين هو أكبر فئة فردية للمطالبات المتعلقة بالأعاقة في الجيش، بينما تبلغ خسارة السمع في المرتبة الثانية. ثالث أكبر فئة هو اضطراب ما بعد الصدمة، والذي قد يصاحبه في حد ذاته طنين وقد يؤدي إلى تفاقمه.

### نوعية الحياة
فقدان السمع الناتج عن الضوضاء له آثار على نوعية الحياة التي تمتد إلى ما وراء الأعراض ذات الصلة والقدرة على السمع. قدرت سنوات العمر المعدلة سنويا حسب الإعاقة للعمال الأمريكيين المعرضين للضوضاء. تعديل سنوات العمرالمفقودة بسبب العجز تمثل عدد السنوات الصحية المفقودة بسبب مرض أو حاله صحية أخرى. وقد تم تحديدها من خلال الدراسة العالمية لعبء الامراض عام 2013. تعديل سنوات العمرالمفقوده بسبب العجز  هي حساب حسابات لحدود الحياة التي تمت مواجهتها بسبب فقدان السمع كجزء مفقود من سنة حياة صحية. بالتالي فإن النتائج تشير إلى عدد السنوات الصحية التي فقدتها مجموعة من الناس علي مدي فتره زمنية محددة.
استخدم المعهد الوطني للسلامة والصحة المهنية برنامج  تعديل سنوات العمرالمفقوده بسبب العجز لتقدير تاثير فقدان السمع علي نوعية الحياة في التقرير الأسبوعي للامراض والوفيات المتعلقة بالامراض الذي عرف ب «ضعف السمع بين العاملين المعرضين للضوضاء في الولايات المتحدة لعامي (2012,2013)». ذكر المعهد  أن 2.5 سنة صحية تضيع سنويا لكل 1,000 من العمال الأمريكيين المعرضين للضوضاء بسبب ضعف السمع (فقدان السمع الذي يؤثر علي الانشطه اليومية. كانت هذه السنوات الضائعة مشتركة بين 13 % من العمال ذوي العاهات السمعية  (حوالي 130 عامل من كل 1,000 عامل). فقد عمال التعدين والبناء التصنيع سنوات صحية أكثر من العمال في قطاعات صناعية أخرى; على وجه التحديد وعلي التوالي في تلك القطاعات، فقد كل عام 3,5 و 3,1 و 2,7 سنة صحية لكل 000 1 عامل.
الآثار السلبية
من الأثارالسلبية لفقدان السمع الناتج عن الضوضاء هي عدم قدره المرء علي تبادل الأتصالات، الاختلاط والتفاعل مع المجتمع خفية  إلى حد كبير. ففقدان  السمع، بشكل عام، ليست مجرد مسالة صوت ; قد يواجة الأفراد صعوبة في فهم مايقال عبرالهاتف، أو عندما يتحدث عدة اشخاص في وقت واحد، في مكان كبير، أوعندما لأ يمكن رؤية وجه المتكلم. بعد ذلك، يمكن أن يؤدي تحدي التفاعلات الأجتماعية بشكل سلبي إلي تقليل احترام الذات والخجل والخوف. يمكن أن يشعر بذلك بشكل أكثرحدة أولئك  الذين يعانون من ضعف السمع أو فقدان السمع في وقت مبكرمن الحياة، بدلامن أن يشعربها في وقت لاحق عندما يكون مقبولا اجتماعيا. ويمكن أن تؤدي هذه الحالات النفسانية الاجتماعية، بغض النظر عن السن، إلى عزلة اجتماعية، التي من المعروف أنها تؤثر سلبا علي  صحة الفرد ورفاهيته عموما  ، يمكن أن تؤدي التأثيرات المركبة أيضا إلى الاكتئاب، وخاصة إذا أدى ضعف السمع إلى الإصابة بالطنين. وتشير الأبحاث إلى أن اللأشخاص المصابين بضعف السمع أو فقدان السمع قد يكونون في أكثر عرضة لتدهور نوعية الحياة، كما تم الحصول عليه علي اقتباس من هيلين كيلر: «العمى يعزلنا عن الأشياء، لكن الصمم يعزلنا عن الناس». كما أن ضعف السمع وفقدان السمع، بغض النظر عن المصدر أو العمر.يحد أيضا من تجربة العديد من الأصوات ذات فائدة علي نوعية الحياة.  بالإضافة إلى الفوائد الاجتماعية الشخصية، تشير دراسات جديدة إلى تأثيرات الأصوات الطبيعة، مثل زقزقة الطيور والماء، يمكن أن تؤثر بشكل إيجابي على قدرة الفرد على التعافي بعد الضغط عليه أو زيادة التركيز المعرفي.
إستبيان نوعية الحياة
يتم قياس فقدان السمع بالنتائج الناتجة عن مخطط السمع. ومع ذلك، فان درجه فقدان السمع لا تتنبأ بالتاثير علي نوعية حياة الفرد  ويمكن تقييم الأثر الذي يمكن أن يحدثه فقدان السمع الناجم عن الضوضاء على الحياة اليومية والوظيفة النفسية والاجتماعية، وتحديد كميته باستخدام أداة استبيان مصدق عليها، مثل قائمة حصر الإعاقة السمعية للمسنيين تعتبر قائمة  حصر الإعاقة السمعية للمسنين أداة مفيدة لقياس الإدراك العاطفي والاجتماعي/ الظرفي المتوقعة لفقدان السمع." وقد صممت الأداة الأصلية لاختبار البالغين 65 عاما من العمر وكبار السن ; ومع ذلك، توجد نسخ معدلة . بالنسبة للبالغين، يمكن استخدام قائمة حصر الإعاقة السمعية للمسنيين. وبالنسبة للمراهقين يمكن استخدام البيئات السمعية المعدلة من 28 عنصراً والانعكاس علي نوعية الحياة (28-QL-HEAR). على سبيل المثال قائمة حصر الإعاقة السمعية للمسنيين، هو عبارة عن  استبيان مكون من 25 بندا يطرح أسئلة اجتماعية وعاطفية معينة مثل: هل تسبب مشكلة في السمع في تجنب مجموعات من الناس؟" (اجتماعي) و«هل تسبب مشكلة في السمع أنك تشعر بالإحباط عند التحدث إلى أفراد عائلتك؟» (عاطفي). خيارات الاستجابة هي نعم، لا وأحيانا. وتشير بدرجة أكبر إلى وجود عائق كبير .

## السبب
يمكن أن تتعرض الأذن لفترات قصيرة من الصوت تتجاوز 120 ديسيبل دون أن يلحق بها ضرر دائم - وإن كان ذلك مع عدم الارتياح وربما يوجود ألم ; لكن التعرض علي  المدي طويل  لمستويات الصوت التي تزيد  [(A) عن 85 ديسيبل قد تتسبب في فقدان السمع بشكل دائم.
هناك نوعان أساسيان من فقدان السمع الناتج عن الضوضاء:
- فقدان السمع الناتج عن الضوضاء الناجمة عن الصدمات الصوتية و
- تطوير تدريجيا لفقدان السمع الناتج عن الضوضاء .

### الصدمة الصوتية الحادة
المقال الرئيسي: الصدمة الصوتية
يشير فقدان السمع بسبب الضوضاء الناتج عن الصدمات الصوتية الحادة إلى تلف دائم في قوقعة الأذن نتيجة التعرض لمرة واحدة لضغط الصوت الزائد . هذا الشكل من فقدان السمع الناتج عن الضوضاء عادة  ماينتج من التعرض للأصوات عالية الكثافة مثل الانفجارات، إطلاق النار، وضرب طبل كبير بصوت عالٍ، والمفقرقعات النارية. وفقاً لإحدي الدراسات الامريكيه، فإن مستويات الضوضاء المفرطة في دور السينما قصيرة بما فيه الكفاية لكي لا يعاني رواد السينما من فقدان السمع .
الضرر المحسوس مقابل الضرر الفعلي.
عتبه الانزعاج هو هومستوي الصوت الذي يبدأ عنده الفرد بالشعور بأن الصوت  عالي جدا ومؤلم . يميل العاملون في الصناعة إلى أن يكون لديهم حد أعلى من عتبة الانزعاج (بمعنى آخر يجب ان تكون الاصوات عالية  للشعور بألم مقارنة بالعمال غير الصناعيين)، ولكن الصوت يضر بأذانهم . غالبا ما يعاني عمال الصناعة من فقدان السمع الناتج عن الضوضاء لأن عتبة الأنزعاج ليست مؤشرا ذو صلة بضرر الصوت.

### التطوير تدريجيا
مزيد من المعلومات: التعب السمعي
يشير التطوير التدريجي لفقدان السمع الناجم عن الضوضاء إلى تلف دائم في قوقعة الأذن بسبب التعرض المتكرر للأصوات العالية على مدى فترة من الزمن . علي عكس الصدمة الصوتية، لا يحدث هذا الشكل من فقدان السمع الناجم عن الضوضاء من التعرض الفردي  إلي مستوي ضغط الصوت عالي الكثافة. التطوير التدريجي لفقدان السمع الناتج عن الضوضاء  يمكن أن يكون ناجماً عن تعرضات متعددة للضوضاء المفرطة في مكان العمل أو أي مصدر، التعرض المتكررو المتواتر للاصوات المفرطة، مثل أستديو المنزل والمركبات والحفلات الموسيقية والنوادي الليلية ومشغلات الوسائط الشخصية .  وقد أوصي بسدادات الأذن لهؤلاء الأشخاص الذين يحضرون حفلات الموسيقى الحية بأنتظام. تتوفر الآن مجموعة من سدادات الأذن تتراوح من مجموعات  غير مكلفة يمكن التخلص منها إلى سدادات أذن وملائمة وخفيفة توفر دقة حقيقية عند مستويات الصوت المنخفضة.

### مكان العمل
مزيد من المعلومات: الضوضاء الصناعية
يتعرض 22 مليون عامل لضوضاء خطيرة، مع تعرض ملايين آخرين للمذيبات والمعادن التي يمكن أن  تعرضهم لخطر متزايد لفقدان السمع. وفقدان السمع المهني هو أحد أكثر الأمراض المهنية شيوعاً . 49 % من عمال المناجم الذكور الذين يعانون من فقدان السمع عند سن  50. وبحلول سن 60، ترتفع هذه النسبة إلى 70 % .عمال البناء يعانون أيضا من مخاطر مرتفعة . وقد وجد برنامج الفحص  الذي يركز على عمال البناء العاملين في وزارة الطاقة الأمريكية وجد أن 58 % منهم فاقدين  السمع بشكل غير طبيعي بسبب التعرض للضوضاء في العمل. فقدان السمع المهني موجود في ما يصل إلى 33%  من العمال عموماً. يؤدي التعرض المهني للضوضاء أن 16%  من البالغين يعانون من ضعف السمع في جميع أنحاء العالم.
فيما يلي قائمة بالمهن الأكثر عرضة لفقدان السمع:
- الزراعة
- التعدين
- البناء
- التصنيع
- المرافق
- النقل
- الجيش
- الموسيقيين
- أوركسترا الموصلات

بين الموسيقيين
الموسيقيون، من الأوركسترا الكلاسيكية إلى مجموعات الروك، معرضون لنطاقات الديسيبل العالية. بعض الموسيقيين الروك يعانون من فقدان السمع الناتج عن الضوضاء من موسيقاهم،  وقد وجدت بعض الدراسات أن «الموسيقيين السمفونيين يعانون من ضعف السمع ويرجع ذلك إلي القصور في  الموسيقى السمفونية.».
لا يزال فقدان السمع الناجم عن الموسيقي موضوعا مثيرا للجدل لسمع الباحثين. في حين أظهرت بعض الدراسات السكانية أن خطر الإصابة بفقدان السمع يزداد مع زيادة التعرض للموسيقي، ووجدت  دراسات أخرى علاقة ضئيلة أو معدومة بين الاثنين .  إتفق الخبراء في مؤتمر2006 أن «فقدان السمع الناتج عن الضوضاء عند الأطفال في العمل واللعب» على أنه لا تزال هناك حاجة إلي إجراء مزيد من البحوث في هذا المجال قبل إجراء تعميم واسع حول فقدان السمع الناتج عن الموسيقى .
نظراً للبحوث الشاملة التي تشير إلى أن التعرض للضوضاء الصناعية يمكن ان يسبب فقدان السمع الحسي العصبي، والصلة بين فقدان السمع والتعرض للموسيقي من نفس المستوي والمدة (للضوضاء الصناعية) يبدو معقولا للغاية . قد يكون تحديد الأفراد أو الجماعات المعرضين لخطر التعرض لمثل هذه المخاطر مهمة صعبة. علي الرغم من المخاوف المتعلقة بانتشار مشغلات الموسيقي الشخصية، لا يوجد سوي دليل نادر يدعم تأثيرها علي فقدان السمع، تشير بعض الدراسات التي أجريت على عينة صغيرة إلى أن جزءًا صغيرًا فقط من المستخدمين يتأثرون. الأشخاص الذين تتراوح أعمارهم بين 6 و 19 سنة يعانون من فقدان السمع بنسبة 15% تقريبا . صدرت توصيات للموسيقيين لحماية سمعهم عام 2015 من قبل المعهد الوطني للسلامة والصحة المهنية . أكدت التوصيات على تعليم الموسيقيين والعاملين في صناعة الموسيقى أو حولها . وأوصي أيضا بإجراء تقييمات سمعية سنوية لرصد العتبات كما كانت تقييمات مستوى الصوت للمساعدة في تحديد مقدار الوقت الذي ينبغي أن يقضية الموسيقيون والمهنيون ذو الصلة في تلك البيئة . كما أوصي أيضا بحماية السمع، واقترح واضعو توصيات المعهد الوطني للسلامة والصحة المهنية أن ينظر الموسيقيون إلى سدادات الاذن المخصصة كوسيلة لمكافحة فقدان السمع الناتج عن الضوضاء. علي الرغم من هذه التوصيات، لا يزال الموسيقيون يواجهون تحديات فريدة في حماية سمعهم مقارنة بالافراد في البيئات الصناعية . عادة ما تكون الضوابط البيئية هي خط الدفاع الأول في برنامج للحفاظ علي السمع، وبناءً علي نوع الموسيقيين تم وضع بعض التوصيات . يمكن أن تشمل هذه التوصيات تعديل الناهضين أو مستوي المتحدثين وضبط تخطيط الفرقة أو الأوركسترا. هذه التغييرات في البيئة يمكن أن تكون مفيدة للموسيقيين، ولكن القدرة علي تحقيقها ليست ممكنة دائما. وفي الحالات التي لا يمكن تنفيذ هذه التغييرات، يوصي بحماية السمع . توفر حماية السمع للموسيقيين مجموعة خاصة من الفوائد والمضاعفات. عند إستخدامها بشكل صحيح، يمكن لحماية السمع أن تحد من تعرض الأفراد للضوضاء. يمتلك الموسيقيون القدرة علي الاختيار من بين عدة أنواع مختلفة من حماية السمع من سدادات الأذن التقليدية إلى حماية السمع المخصصة أو حماية عالية الدقة . على الرغم من ذلك، فإن استخدام حماية السمع بين الموسيقيين منخفض لعدة أسباب مختلفة . غالبا ما يشعر الموسيقيون أن الأجهزة الواقية للسمع يمكن أن تشوه كيف يبدو صوت  الموسيقى أو تجعلها هادئة للغاية بالنسبة لهم لسماع الأشارات الهامة وهذا يجعلهم يرتدون الحماية السمعية بنسبة أقل  حتى عندما يدركون المخاطر. تشير الأبحاث إلى أن برامج التعليم يمكن ان تكون مفيدة للموسيقيين بالإضافة إلى العمل مع أخصائيي الرعاية السمعية للمساعدة في معالجة القضايا المحددة التي يواجهها الموسيقيون
في عام 2018، فاز موسيقي يدعى كريس جولدشايدر بقضية ضد دار الأوبرا الملكية بسبب إتلافهم سمعه في بروفة الأوبرا بفاغنر المدوية.
معايير مكان العمل
في الولايات المتحدة، تصف إدارة السلامة والصحة المهنية معايير التعرض للضوضاء المهنية الواردة في المادتين 1910.95 و 1926.52
تشير إدارة الصحة والسلامة المهنية إلى أنه يجب على صاحب العمل تنفيذ برامج للحفاظ على السمع للموظفين إذا كان مستوى الضوضاء في مكان العمل مساويا أو أعلى من 85 ديسيبل لفترة زمنية متوسطها ثماني ساعات. كما تنص أيضاً أنه «يجب ألا يتجاوز التعرض للضوضاء المندفعة  أو الصدمات مستوي ضغط الصوت العالي  140 ديسيبل». ويوصي المعهد الوطني للسلامة والصحة المهنية  بأنه ينبغي التحكم في جميع حالات تعرض العمال للضوضاء تحت مستوى يعادل 85 ديسيبل لمدة ثماني ساعات للتقليل من فقدان السمع الناتج عن الضوضاء المهنية. كما يوصي أيضاً بسعر صرف يبلغ 3 ديسيبل بحيث تضاعف كل زيادة بمقدار 3 ديسيبل مقدار الضوضاء ونصف الكمية الموصي بها من وقت التعرض. إِن تعليمات وزارة الدفاع الأمريكية رقم 605512 لديها بعض الاختلافات مع معيار إدارة السلامة والصحة المهنية رقم 1910.95، على سبيل المثال  إدارة السلامة والصحة المهنية 1910.95 تستخدم سعر صرف 5 ديسيبل وبينما تستخدم وزارة الدفاع الأمريكية 605512 سعر صرف 3 ديسيبل.
هناك برامج تسعى إلى زيادة الامتثال لقواعد الحماية وبالتالي فعاليتها؛ وتشمل البرامج استخدام اختبارات السمع وتثقيف الناس أن الصوت العالي أمر خطير.
يطلب من الموظفين ارتداء الحماية السمعية عندما يتحدد أن متوسط الوقت المرجح ثمانية ساعات أعلى من قيمة إجراء التعرض التي تبلغ 90 ديسيبل. إذا أظهرت المراقبة اللاحقة أنه لم يتم تجاوز 85 ديسيبل لمدة ثماني ساعات، فلن يطلب من الموظف ارتداء حماية السمع.
في الاتحاد الأوروبي، ينص التوجيه \CE/10\2003 على أن يوفر أصحاب العمل حماية السمع عند مستويات الضوضاء التي تتجاوز 80 ديسيبل، وأن حماية السمع إلزامية لمستويات الضوضاء التي تتجاوز 85 ديسيبل. وتستند كلتا القيمتين إلى 8 ساعات في اليوم، بسعر صرف 3 ديسيبل .
وجد أستعراض  كوكرين 2017 أدلة منخفضة الجودة علي أن التشريعات لتخفض الضوضاء في مكان العمل قد نجحت في الحد من التعرض للضوضاء  علي الفور أو المدى الطويل [يحتاج إلى تحديث] .
الأحداث الرياضية
تفخر العديد من الملاعب الرياضية بأن لديها ملاعب أعلى من خصومها لأنها قد تخلق بيئة أكثر صعوبة للفرق المعارضة للعب فيها. حاليا، هناك دراسات قليلة على الضوضاء في الملاعب الرياضية، لكن بعض القياسات التمهيدية تظهر مستويات الضوضاء تصل إلى 120 ديسيبل، وتشير الدراسات غير الرسمية إلى أن الناس قد تتلقي ما يصل إلى 117 % جرعة ضوضاء في لعبة واحدة. هناك العديد من التحديات التي تواجه الحفاظ علي السمع مثل الثقافة الرياضية . سوف يصدر المشجعون الرياضيون ضوضاء في محاولة لصرف انتباه الفرق الأخرى، ومن المعروف ان بعض الفرق الرياضية تخلق ضجيجا مصطنعا في محاولة لجعل الملعب اعلي صوتا . أثناء القيام بذلك، قد يكون العمال والفرق والمشجعين في خطر إلحاق الضرر بالنظام السمعي .
قد أجرى المعهد الوطني للسلامة والصحة المهنية تقييما ودراسات للمخاطر الصحية في فعاليات سباق وحش الشاحنات وسيارات السباق، تراوحت مستويات الضوضاء وسط المتفرجين من 95 إلى 100 ديسيبل في حدث وحش الشاحنات وأكثر من 100 ديسيبل في الحدث سيارات السباق. نشر باحثو المعهد الوطني للسلامة والصحة المهنية أيضا مستويات التعرض للضوضاء للسائقين وأفراد الطاقم والموظفين. تراوحت مستويات الضوضاء في مضمار سباق بريستول للسيارات من 96 ديسيبل في المدرجات إلى 114 ديسيبل للسائق داخل سيارة أثناء التدريب . وصلت مستويات الضوضاء القصوى في منطقة الحفرة 130 ديسيبل أو تجاوزتها، وهو مستوى غالبا ما يرتبط بعتبة السمع البشرية للألم. العديد من سائقي ناسكار البارزين لديهم فقدان السمع الكامل أو الجزئي وغيرها من الأعراض من سنوات عديدة من التعرض للضوضاء  .
خلال كأس العالم لكرة القدم 2010، بلغ متوسط مستويات الضوضاء التي أنشأها المشجعون (نفخ  الفوفوزيلا) 131 ديسيبل في افتتاح القرن و 113 ديسيبل على مسافة 2 متر. ووصلت مستويات الذروة إلى 144 ديسيبل، أعلى من محرك نفاث عند الإقلاع.
وجدت دراسة عن التعرض للضوضاء المهنية والترفيهية في حلبة الهوكي الداخلية أن مستويات ضوضاء من 81 ديسيبل إلى 97 ديسيبل، مع مستويات ضغط الصوت القصوى التي تتراوح بين 105 ديسيبل إلي 124 ديسيبل. فحصت  دراسة أخرى عتبة السمع لمسؤولي الهوكي ووجدت متوسط نسبة التعرض الضوضاء  93 ديسيبل. ولوحظت تغيرات في عتبة السمع 86 % من المسؤولين (25/29).
في دراسة لمستويات الضوضاء في 10 من مباريات كرة السلة بين الكليات، أظهرت مستويات الضوضاء من 6 إلي 10 مباريات كرة السلة تتجاوز معاييرالوطنية التعرض للضوضاء في مكان العمل، حيث أظهر المشاركون مستويات عتبه مؤقته في إحدي ألعاب.
وفي حين لا توجد وكالة حاليا تراقب التعرض الملاعب الرياضية للضوضاء، تستخدم منظمات مثل  إدارة السلامة والصحة المهنية والمعهد الوطني للسلامة والصحة المهنية المعايير المهنية للإعدادات الصناعية التي يشعر بعض الخبراء أنه يمكن تطبيقها على أولئك  الذين يعملون في الأحداث الرياضية . غالباً لا يتجاوز العمال معايير إدارة الصحة والسلامة المهنية البالغة 90 ديسيبل، ولكن المعهد الوطني للسلامة والصحة المهنية الذي ينصب تركز على أفضل الممارسات، لديه معايير صارمة تقول أنه عند التعرض للضوضاء تصل أو تتجاوز 85 ديسيبل، يجب وضع العاملين في برنامج للحفاظ على السمع . قد يتعرض العمال أيضا لخطر التعرض المفرط بسبب صدمة الضوضاء التي يمكن أن تسبب أضرارًا فورية . ويقترح الخبراء المجمعات الرياضية إنشاء برامج الحفاظ علي السمع للعمال وتحذير المشجعين من الأضرار المحتملة التي قد تحدث لسمعهم.
ولا تزال الدراسات تجري بشأن تعرض المشجعيين للضوضاء، لكن بعض النتائج الأولية تشير إلى أن هناك في كثير من الأحيان توجد ضوضاء يمكن أن تصل أو تتجاوز 120 ديسيبل، والتي دون حماية، يمكن أن تتسبب في تلف للأذنين خلال ثوان.